# Дара, Али
Али Иктидар Шах Дара (англ. Ali Iqtidar Shah Dara; 1 апреля 1915, Лайяллпур, Британская Индия — 16 января 1981) — индийский и пакистанский хоккеист на траве, нападающий; тренер. Олимпийский чемпион 1936 года, участник летних Олимпийских игр 1948 года как игрок; олимпийский чемпион 1960 года, двукратный серебряный призёр летних Олимпийских игр 1956 и 1964 годов как тренер.

## Биография
Али Дара родился 1 апреля 1915 года в городе Лайяллпур в Британской Индии (сейчас Фейсалабад в Пакистане).
Играл в хоккей на траве за Пенджаб.
В 1936 году вошёл в состав сборной Индии по хоккею на траве на летних Олимпийских играх в Берлине и завоевал золотую медаль. Играл на позиции нападающего, провёл 2 матча, забил 4 мяча (по два в ворота сборных Франции и Германии).
Служил в индийской армии. Во время Второй мировой войны его полк был отправлен в Британскую Малайю, где Дара попал в плен.
После разделения Британской Индии в 1947 году перебрался в Пакистан. Играл за «Арьянс» из Лахора.
В 1948 году вошёл в состав сборной Пакистана по хоккею на траве на летних Олимпийских играх в Лондоне, занявшей 4-е место. Играл на позиции нападающего, провёл 7 матчей, забил 10 мячей (шесть в ворота сборной Нидерландов, два — Франции, по одному — Бельгии и Дании). Стал лучшим снайпером турнира наряду с британцем Норманом Борреттом. Был капитаном команды.
По окончании игровой карьеры стал тренером. Привёл сборную Пакистана к золотым медалям летних Олимпийских игр 1960 года, серебряным медалям Игр 1956 и 1964 годов.
В 1976 году на летних Олимпийских играх в Монреале был менеджером сборной Пакистана по хоккею на траве, завоевавшей бронзовую медаль.
Умер 16 января 1981 года.

## Память
В 2018 году в Индии вышел художественный фильм «Золото» по мотивам выступления сборной Индии по хоккею на траве на летних Олимпийских играх 1948 года. Али Дара стал прототипом хоккеиста Имтияза Али Шаха, роль которого сыграл Винит Кумар Сингх.